# جائحة فيروس كورونا في غويانا الفرنسية
أُكّد وصول جائحة كوفيد-19 إلى مقاطعة غويانا الفرنسية ما وراء البحار. اكتُشفت الحالات الخمس الأولى في 4 مارس وأُعلن عن الوفاة الأولى في 20 أبريل 2020. في 30 أبريل، صُنفت المنطقة من المناطق الخضراء أي الآمنة، لأن الوباء بدا وكأنه تحت السيطرة باستثناء بلدية سان جورج دي لويابوك. في يونيو، بدأ الفيروس بالانتشار في جميع أنحاء الإقليم.

## خلفية
في 12 يناير 2020، أكدت منظمة الصحة العالمية (دبليو إتش أو) أن نوعًا جديدًا من فيروسات كورونا تسبب بمرض تنفسي لدى مجموعة من الناس في مدينة ووهان، مقاطعة هوبي، الصين، وأُبلغت منظمة الصحة العالمية به في 31 ديسمبر 2019.
تعد نسبة الوفيات الناجمة عن فيروس كوفيد-19 أقل بكثير من وفيات السارس في عام 2003، لكن انتقال العدوى أكبر بكثير، ويعد عدد الوفيات ملحوظًا.
على الرغم من أن غويانا الفرنسية منطقة كبيرة، قُدر عدد سكانها في عام 2020 بنحو 282,938 نسمة. يتكون الجزء الداخلي من غويانا الفرنسية من غابات مطيرة يقطنها عدد قليل من السكان الأصليين القبليين والمارون.

## الخط الزمني

### مارس 2020
في 4 مارس، تواجد في غويانا الفرنسية خمس حالات مؤكدة من كوفيد-19، جميعها في سان لوران دو ماروني.
في 6 مارس، علق مركز غويانا للفضاء أنشطة الإطلاق.
في 15 مارس، أعلن رئيس الجمهورية عن الإجراءات التالية: يمنع مغادرة المنزل لغير الخروج الأساسي الذي يشمل: شراء الطعام، والذهاب إلى العمل، والوصول إلى الرعاية الصحية، وممارسة الرياضة في نطاق كيلومتر واحد من المنزل. أعلن مارك ديل غراندي، بريفيكتوس غويانا الفرنسية، عن إغلاق الحدود مع سورينام والبرازيل، وفرض الحجر الصحي الإلزامي لمدة 14 يومًا على الأشخاص القادمين من الخارج، وفرض حظر تجول بين الساعة التاسعة مساءً والساعة الخامسة فجرًا.
في 22 مارس، أوقفت جميع رحلات الركاب الجوية من منتصف الليل وما بعد.
في 24 مارس، فرضت ماري لوري فينيرا هورث، عمدة كايين، حظر تجول من الساعة الثامنة مساءً حتى الساعة الخامسة فجرًا خلافًا لباقي المنطقة.
في 30 مارس، ثبتت إصابة أحد أعضاء طاقم التمريض في دار رعاية للمسنين في كايين بكوفيد-19.

### أبريل 2020
في 4 أبريل، ثبتت إصابة مخبري مساعد في مستشفى أندريه روزيمون بكوفيد-19.
في 7 أبريل، سُجلت 77 حالة و34 حالة تعافي. كانت أكثر المقاطعات تضررًا هي سان لوران وكورو وكايين وماريباسولا. تبرعت مجموعة برنارد هايوت بـ 1,300,000 قناع طبي مجاني للعاملين في المجال الصحي في مارتينيك، وغواديلوب، وغويانا، وريونيون.
في 9 أبريل، أعلن الاتحاد الأوروبي عن دعم مالي قدره 8 ملايين يورو (8.6 مليون دولار أمريكي) لتستخدمها وكالة الصحة العامة الكاريبية من أجل مواجهة فيروس كورونا. تعد غويانا الفرنسية واحدة من 24 عضوًا في وكالة الصحة العامة الكاريبية.
أصدرت الوكالة الإقليمية لسان غويان تقريرًا خاصًا عن الوضع: أُجري 780 اختبارًا، وروقب 985 مخالطًا، ودخلت 42 حالة من خارج البلاد، وسُجلت 41 حالة بسبب الانتشار المجتمعي.
سُجلت مجموعة مكونة من 13 حالة في قرية سيسيليا الأصلية في ماتوري. أبدت 13 من أصل 16 حالة مشتبه فيها نتائج إيجابية. أمر البريفيكتوس بعزل القرية. في 14 أبريل، ثبتت إصابة ستة أطفال آخرين من سيسيليا؛ لكنهم كانوا يتماثلون للشفاء. رُفع الحجر عن
سيسيليا في 2 مايو، وتمكن السكان البالغ عددهم 300 نسمة من استئناف أنشطتهم المعتادة.
في 10 أبريل، صدر تقرير المجلس العلمي حول تطور فيروس كورونا في أقاليم ما وراء البحار، ودعا المجلس إلى فرض قيود صارمة ومضاعفة الطاقة الاستيعابية للمستشفيات. ردت الوكالة الإقليمية لسان غويان في 13 أبريل قائلة إنها ستطبق بعض التوصيات، لكنها ذكرت أيضًا أن عدد أسرة العناية المركزة قد زيد ليصبح 38 سريرًا وأن هذا العدد كافٍ في ذلك الوقت نظرًا لعدم وجود مرضى آنذاك في وحدة العناية المركزة.
في 11 أبريل، أعلنت فرنسا وسورينام عن توحيد جهودهما لمنع العبور غير القانوني لنهر ماروني الفاصل بين سورينام وغويانا الفرنسية، وأنشآ نقطة اتصال في سان لوران دو ماروني وألبينا. في 13 أبريل، حشد البريفيكتوس الجيش لحراسة النهر على كامل طوله.
في 12 أبريل، أعلن الدكتور حاتم القلال أن المريض الموجود في وحدة العناية المركزة منذ 2 أبريل خرج من المستشفى. عنى ذلك عدم تواجد مرضى مصابين في العناية المركزة.
في 13 أبريل، ظهرت مخاوف بشأن التلاعب بالأسعار، لكن نفى جيل كلاوس، مدير كارفور ماتوري، هذه المزاعم. في 15 أبريل، وقعت 21 شركة أساسية ميثاقًا مع الدولة للالتزام بتعديل الأسعار.
في 15 أبريل، عقب تفشي المرض في سيسيليا، أُبلغ عن إغلاق العديد من قرى السكان الأصليين الموجودة بشكل رئيسي في ماتوري وماكوريا طواعية.
صوّت المسؤولون التابعون للسلطات المحلية في غويانا الفرنسية على إنشاء صندوق طوارئ بقيمة 8.7 مليون يورو على شكل قروض دون فائدة لمساعدة الشركات. أبدت المعارضة والهيئة السياحية خوفهما من ألا يكون ذلك كافيًا.
في 16 أبريل، أُعلن عن النية بإجراء اختبارات لـ 330 فردًا من العاملين في مجال الرعاية الصحية في مركز مستشفى أندريه روزيمون في كايين، إذ ثبتت إصابة ما يصل لخمسة موظفين بالفيروس.
وفقًا لتقرير الوضع الصادر عن الوكالة الإقليمية لسان غويان، سُجلت 42 حالة قادمة من الخارج، و54 حالة انتشار مجتمعي. كانت 6% فقط من الحالات بعمر يزيد عن 65 عامًا. تواجد 20 شخصًا في المستشفى و3 أشخاص في وحدة العناية المركزة.
في 17 أبريل، بدأ الصليب الأحمر عملية توزيع الطرود الغذائية في سان لوران دو ماروني.
في 20 أبريل، أُعلن عن أول حالة وفاة. توفي رجل يبلغ من العمر 70 عامًا في الليلة السابقة في مستشفى كايين. توفي بين الساعة الحادية عشرة مساءً والساعة الواحدة ليلًا.
في 21 أبريل، كشف أنطوان جولي، السفير الفرنسي في سورينام، في مقابلة أن بلدة سان لوران دو ماروني كانت معزولة عن باقي المنطقة، وأن معظم الحالات جاءت من الخارج.

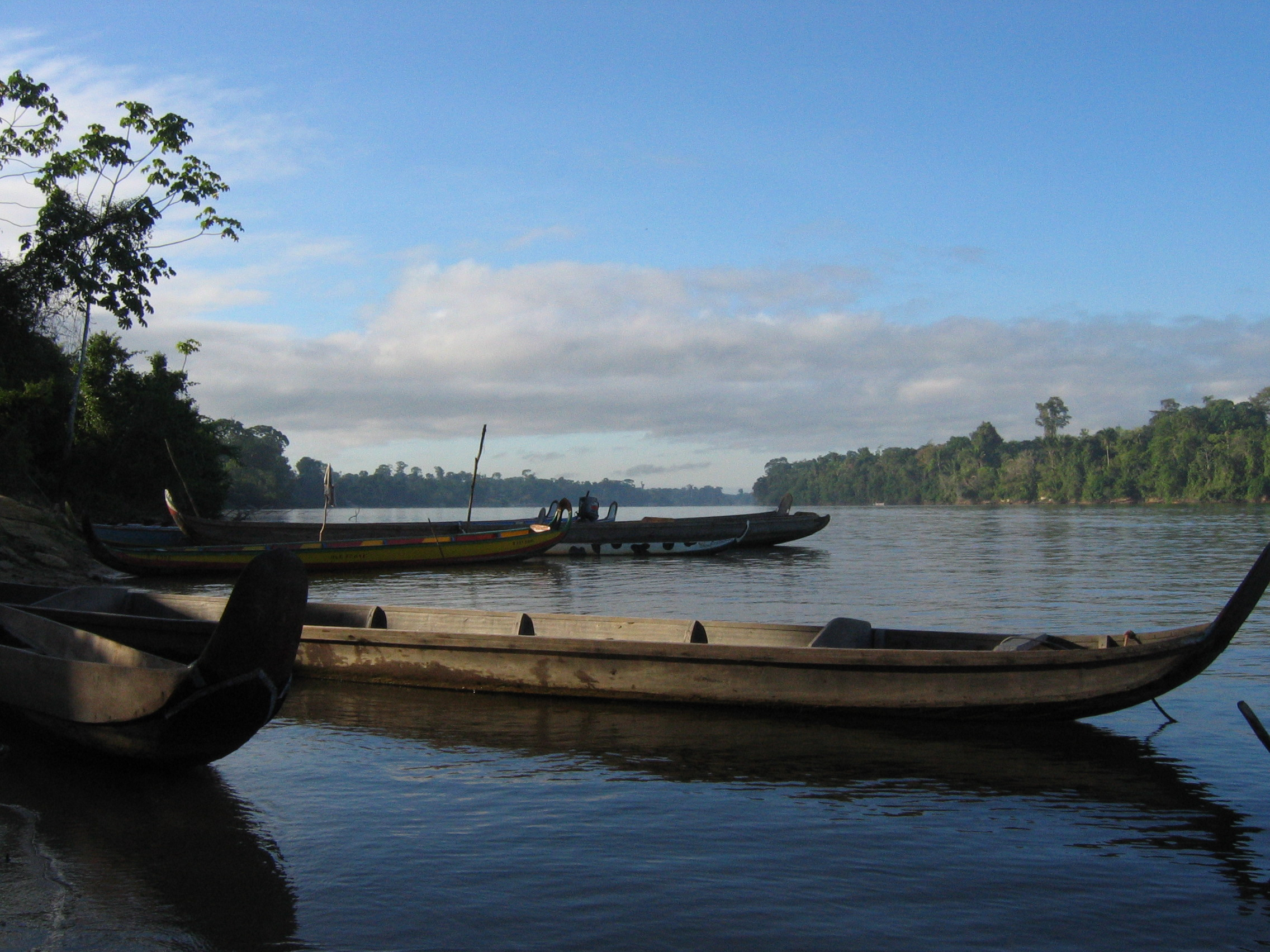
نهر ماروني بالقرب من غراند سانتي

صودر فندق دو فلوف بالقرب من قرية سيناماري ليستخدم كمركز للحجر الصحي أو مركز لمرضى كوفيد-19. أصبح الفندق مهجورًا بعد أن عاد الفنيون الروس من موقع إطلاق سويوز في غويانا إلى ديارهم.
في 22 أبريل، تواجدت 107 حالات و84 حالة تعافي من كوفيد-19. انتشر الفيروس إلى غراند سانتي، إذ خالط رجل يعمل في المركز الطبي بغويانا الغربية سكان كامبونغ تونكا. أسفر التحقيق عن تسجيل تسع حالات إيجابية. وُضع الكامبونغ تحت الحجر. شملت المناطق الأخرى التي تأثرت مقاطعة سان لوران وكورو وكايين وماريباسولا، وفُرض عليها الحجر الصحي بالإضافة إلى فندق دو فلوف. في 24 أبريل، امتد الحجر ليشمل قريتي مافوتو ومونفينا الواقعتين على بعد نحو 10 كيلومترات جنوب مطار غراند سانتي. ثبتت إصابة 12 من أصل 66 شخصًا خضعوا للاختبار في يومي الجمعة والسبت. في 13 مايو، أُبلغ عن عدم تسجيل حالات جديدة في غراند سانتي لمدة أسبوعين. سُجلت 22 حالة في منطقة وجود الفيروس.
في 25 أبريل، أدى الإعلان عن تسجيل مجموعة حالات جديدة في سان جورج دي لويابوك بالقرب من الحدود مع البرازيل إلى تعزيز السيطرة على الحدود. سجلت مدينة أويابوك الحدودية البرازيلية 7 حالات مؤكدة. حتى 29 أبريل، سجلت أويابوك البرازيلية 23 إصابة ووفاة واحدة بسبب كوفيد-19.
في 28 أبريل، حذر جورج باتيينت في مجلس الشيوخ الفرنسي من أن المجتمعات المحلية في أقاليم ما وراء البحار ستعاني من انخفاض هائل في الإيرادات بسبب فيروس كورونا، وأن الأحكام الحالية في التمويل لعام 2020 غير كافية أبدًا.
سوف تحصل أفقر الأسر على مكافأتين حكوميتين. خُصص مبلغ 9.8 مليون يورو لمساعدة 35,000 أسرة و68,000 طفل.
في 29 أبريل، صوتت الحكومة المحلية في غويانا الفرنسية بالإجماع ضد إعادة فتح المدارس وفقًا لما أعلنه ماكرون، وتقرر استئناف المدارس في سبتمبر.
تسبب الحجر في تشكل طوابير طويلة أمام محطات الخدمة للحصول على اسطوانات الغاز. على الرغم من عدم وجود نقص، كان عدد الأماكن التي توافرت فيها الأسطوانات محدودًا.
استأنفت أريان سبيس عملياتها تدريجيًا بدءًا من 11 مايو وما بعد. انطلقت الرحلة (VV16/SSMS) في منتصف يوليو. استؤنفت مهمات سويوز في الصيف.
في 30 أبريل، صُنفت غويانا الفرنسية كمنطقة «خضراء» أي أن الفيروس أصبح تحت السيطرة. تواجد مريضان في المستشفى ولم يكن أي منهما في العناية المركزة.
سُمح للعائلات بزيارة المسنين في دور الرعاية (إي إتش بّي إيه دي). اقتصرت الزيارات على صباح يوم الخميس فقط، وذلك بموعد مسبق وتحت إجراءات مشددة.

### مايو 2020
في 2 مايو، عزل سكان قرية أورانابو الأصلية في إيراكوبو أنفسهم طواعية. كان الزعيم إرنست غراند إميل قلقًا لأن غالبية سكان القرية البالغ عددهم 200 شخص من كبار السن، بالإضافة إلى أن القرية تتمتع بالاكتفاء الذاتي.

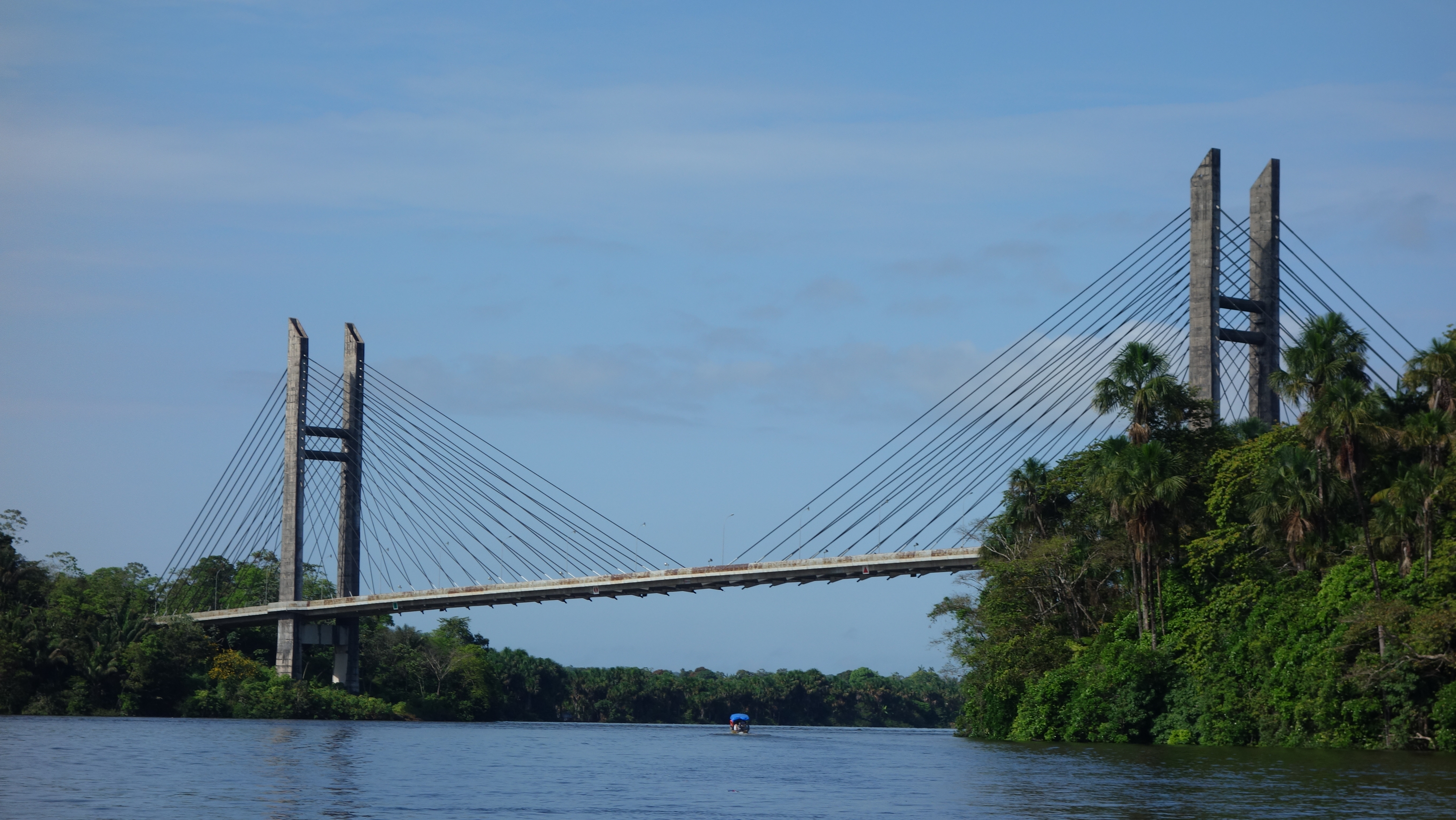
جسر نهر أويابوك الواصل بين سان جورج وأويابوك

في 7 مايو، أعلن أوليفييه فيران، وزير التكافل والصحة، أن العاملين في دور رعاية المسنين سوف يحصلون على مكافأة قدرها 1000 إلى 1500 يورو.
اعتبارًا من 11 مايو، بدأ تنفيذ المرحلة الأولى من إلغاء الحجر، باستثناء مقاطعة سان جورج دي لويابوك التي بقيت محجورة، إذ سُجلت فيها حالات كوفيد-19 جديدة. فُرض حظر التجول من الحادية عشرة مساءً حتى الخامسة فجرًا.
أعلن معهد باستور عن البدء بمشروع لإنشاء نوافذ اختبار للسيارات وخطط لزيادة عدد الاختبارات إلى 500 اختبار في اليوم. لبت المخابر الخاصة النداء، لكنها لم تكن جاهزة آنذاك. في 10 مايو، لم يتواجد تقرير، لأن المواد لم تُنقل إلى مختبرات المستشفى.
في 12 مايو، أغلق سوق كايين حتى إشعار آخر، وأُعيد افتتاح سوق سان لوران في 13 مايو.
في 13 مايو، زاد عدد الحالات بمقدار 11 حالة، أُبلغ عن عشر حالات منها في سان جورج دي لويابوك، التي سجلت 37 حالة كوفيد-19 حتى هذا التاريخ. على الجانب الآخر من الحدود في أويابوك في البرازيل، كان الوضع أسوأ، إذ أصيب 57 شخصًا بالفيروس، لكن افتقرت المدينة للطاقم الطبي الكافي والاختبارات والمعدات ما أدى إلى فرض حالة الطوارئ.
في 14 مايو، أُعلن عن خطة عمل لسان جورج دي لويابوك، تضمنت عملية مسح واسعة النطاق تقرر أن تبدأ في الأسبوع التالي، وتحديد الحركة بين الأحياء.
في 18 مايو، أعلن جورج إلفورت، عمدة سان جورج، أن جميع السكان سيخضعون لاختبار كوفيد-19 سواء ظهرت عليهم أعراض أم لا.

### يونيو 2020
في 8 يونيو، أُبلغ عن وفاة ثانية. توفي رجل يبلغ من العمر 92 عامًا في مستشفى أندريه روزيمون.
في 11 يونيو، سُجلت 126 حالة جديدة من كوفيد-19. انتشر الفيروس في أنحاء البلاد وسُجلت أغلب الإصابات في كايين.
في 21 يونيو، أُبلغ عن 278 حالة كوفيد-19 جديدة، 218 حالة منها في كايين.

### يوليو 2020
في 5 يوليو، أُعلن عن تعيين البريفيكتوس باتريس لاترون مديرًا جديدًا للأزمة في غويانا الفرنسية. تقرر أن يكون لاترون على اتصال دائم مع مركز الأزمات في باريس، ويعمل مع البريفيكتوس الحالي والمدير العام للوكالة الإقليمية لسان غويان من أجل إدارة فريق الإدارة الإقليمية. تقرر أيضًا إرسال المزيد من عمال الرعاية الصحية إلى الإقليم.
في 9 يوليو، أصبح عدد الإصابات 5558 حالة، أي أن ما يقارب 2% من السكان أصيبوا بكوفيد-19.
في 9 يوليو، أصبحت غويانا الفرنسية في المركز الثالث بناءً على العدد النسبي للعدوى بعد قطر (102,110 إصابة من أصل 2,781,682 فردًا) وسان مارينو (698 إصابة من أصل 33,785 فردًا).

## الاجراءات الوقائية
- أغلقت جميع الحدود والمطارات والموانئ والمنافذ الفضائية أمام الركاب. أعيد افتتاح مركز غويانا للفضاء في 11 مايو.[52]
- أُغلقت جميع المدارس،[67] ولم تفتح في 11 مايو.[50]
- فُرض حظر تجول في كايين من الساعة الثامنة مساءً، ومن الساعة التاسعة مساءً في مكان آخر. اعتبارًا من 11 مايو وما بعد، غُيّر حظر التجول ليصبح من الساعة الحادية عشرة مساءً حتى الخامسة فجرًا باستثناء منطقة سان جورج دي لويابوك التي بقيت مغلقة.[57] اعتبارًا من 28 مايو، عُلق حظر التجول في 12 بلدية من أصل 22.[68]
- يجب على الجميع البقاء في المنزل إلا في حال الخروج الضروري. يجب تواجد وثيقة من أجل قبول الاستثناءات.[69] من 11 مايو وما بعد، أُلغي هذا القرار في جميع المناطق ما عدا سان جورج دي لويابوك.
- يجب إغلاق جميع الأعمال التجارية غير الأساسية. سُمح باستئناف الأعمال في 11 مايو.[70]
- في 11 مايو، بدأ إلغاء الحجر، واستؤنفت الأعمال التجارية، وأصبح ارتداء الأقنعة إلزاميًا، وأُعيد افتتاح الشواطئ. لم يُسمح بإعادة فتح المطاعم والحانات. فُرض الحجر الصحي الإلزامي لمدة 14 يومًا على الأشخاص القادمين إلى الإقليم.

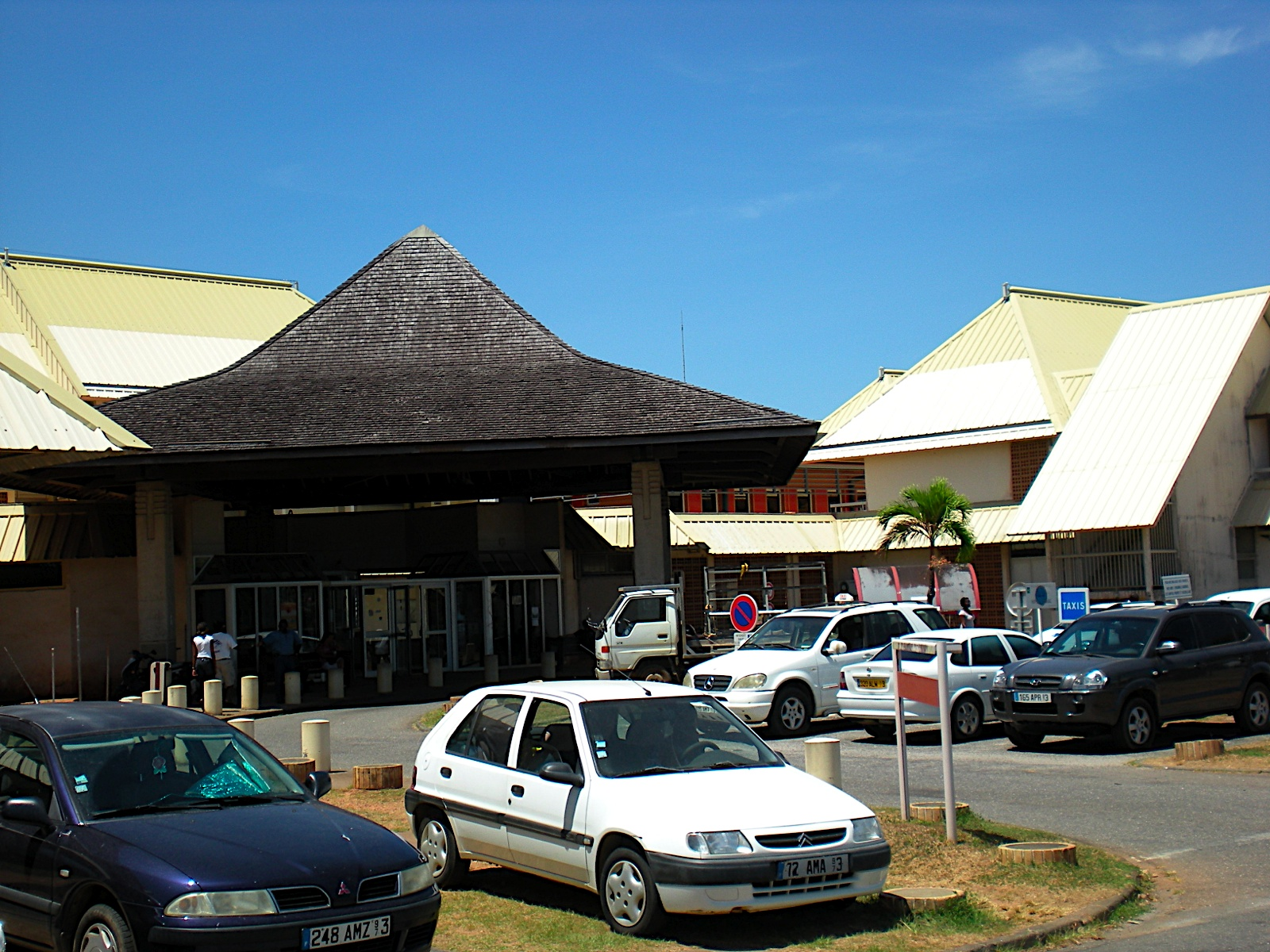
مستشفى آندريه روزيمون في كايين

## إدارة الأزمة
غويانا الفرنسية هي دائرة ومنطقة ما وراء البحار تابعة للجمهورية الفرنسية ويمثل البريفيكتوس فيها الدولة. تتمثل إحدى مهام البريفيكتوس في إدارة الأزمات الكبرى. يعد مارك ديل غراندي البريفيكتوس الحالي، وبالتالي فهو المسؤول عن إدارة جائحة كوفيد-19. في 5 يوليو، عُين البريفيكتوس باتريس لاترون مديرًا جديدًا للأزمة في غويانا الفرنسية، وعمل مع ديل غراندي والمدير العام للوكالة الإقليمية لسان غويان كفريق لإدارة الأزمة.
تجرى اختبارات كوفيد-19 في معهد باستور في كايين خلال أيام الأسبوع، وفي مختبرات مستشفى أندريه روزيمون في كايين، ومركز هوسبيتالييه في كورو في عطلة نهاية الأسبوع. أوضح ميرداد كازانجي، مدير معهد باستور، أنه لضمان جودة الاختبار، أُرسلت العينات السلبية والإيجابية إلى المختبر المركزي في باراماريبو، سورينام واستُلمت منه.

### الأبحاث
في 23 مارس، بدأ معهد باستور في غويانا الفرنسية بدراسة إيبي-كوفيد-19، وهي دراسة حول انتقال فيروس كورونا داخل المنزل. روقب 300 مخالط من عائلات شُخص فيها فرد بالمرض مراقبةً سريرية وفيروسية ومصلية. مُولت الدراسة من قبل الوكالة الوطنية للبحوث، ومعهد باستور، والوكالة الإقليمية لسان غويان.

## تقرير الوضع
| تقرير الوضع     |                                                    |             |              |                |
| التاريخ         |                                                    | 7 مايو 2020 | 2 يوليو 2020 | 10 سبتمبر 2020 |
| الاختبارات      | عينات محللة                                        | 2,445       | 5,200        | 3,417          |
| المنشأ          | قادمة من الخارج                                    | 45 (33%)    |              |                |
|                 | انتقال مجتمعي                                      | 93 (67%)    |              |                |
| العمر           | <15                                                | 20          | 4            | 3              |
|                 | 15-44                                              | 75          | 42           | 20             |
|                 | 45-64                                              | 32          | 36           | 37             |
|                 | 65-74                                              | 4           | 20           | 26             |
|                 | ≥75                                                | 2           | 17           | 15             |
| المجموعات       | عدد المجموعات                                      | 17          |              | 3              |
|                 | الحجم الوسطي                                       | 6.3         |              |                |
|                 | متوسط الأيام بين ظهور أعراض الحالة الأولى والثانية | 5.9         |              |                |
|                 | المجموعات العائلية                                 | 8           |              |                |
|                 | المجموعات المجتمعية                                | 9           |              |                |
| Contact tracing | عدد الخاضعين للدراسة                               | 1,241       |              |                |
|                 | العدد الوسطي لمخالطي كل حالة                       | 8.7         |              |                |
|                 | عدد الحالات المؤكدة بين المخالطين                  | 35 (28%)    |              |                |

## إحصائيات
التسلسل الزمني لعدد الحالات النشطة